# Pignatta (cucina)

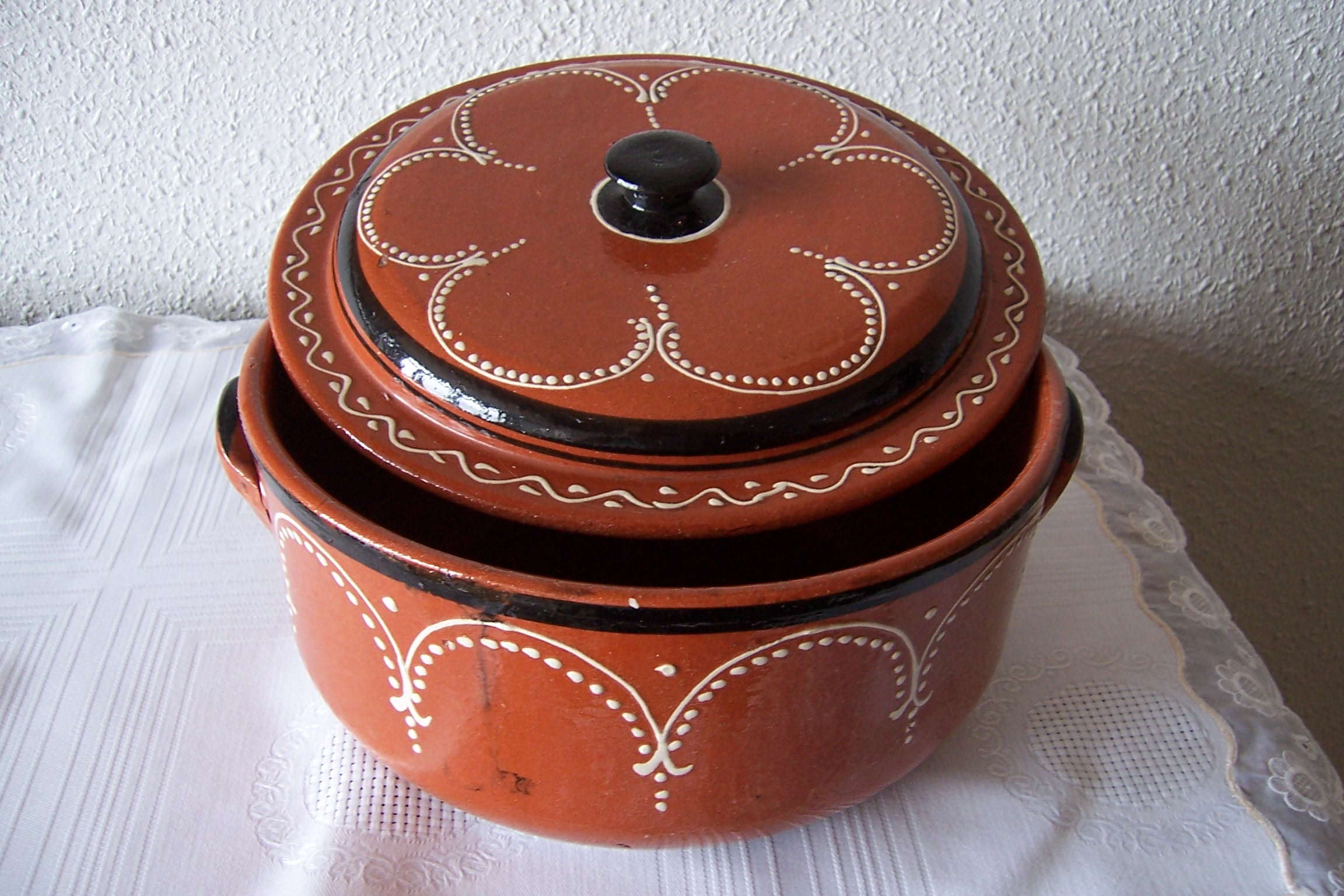
Una pignatta con il suo coperchio

La pignatta è un tipo di pentola in terracotta. Può avere molte misure ma la sua forma è sempre panciuta, con il fondo piatto e uno o due manici. L'interno, e spesso anche l'esterno, è smaltato per garantire l'impermeabilità ed evitare che gli alimenti impregnino la porosità della terracotta lasciando odori e sapori. Se è a bordi bassi e con un solo manico si chiama tegame di terracotta. 
Reperti risalenti al neolitico testimoniano come le pentole in terracotta (olle), con quelle in pietra ollare, furono i primi contenitori usati per cucinare. Era ampiamente diffusa nel passato tra i ceti popolari, e il suo utilizzo è espressamente richiesto per la cottura di molti piatti tradizionali italiani.

## Caratteristiche
- basso costo

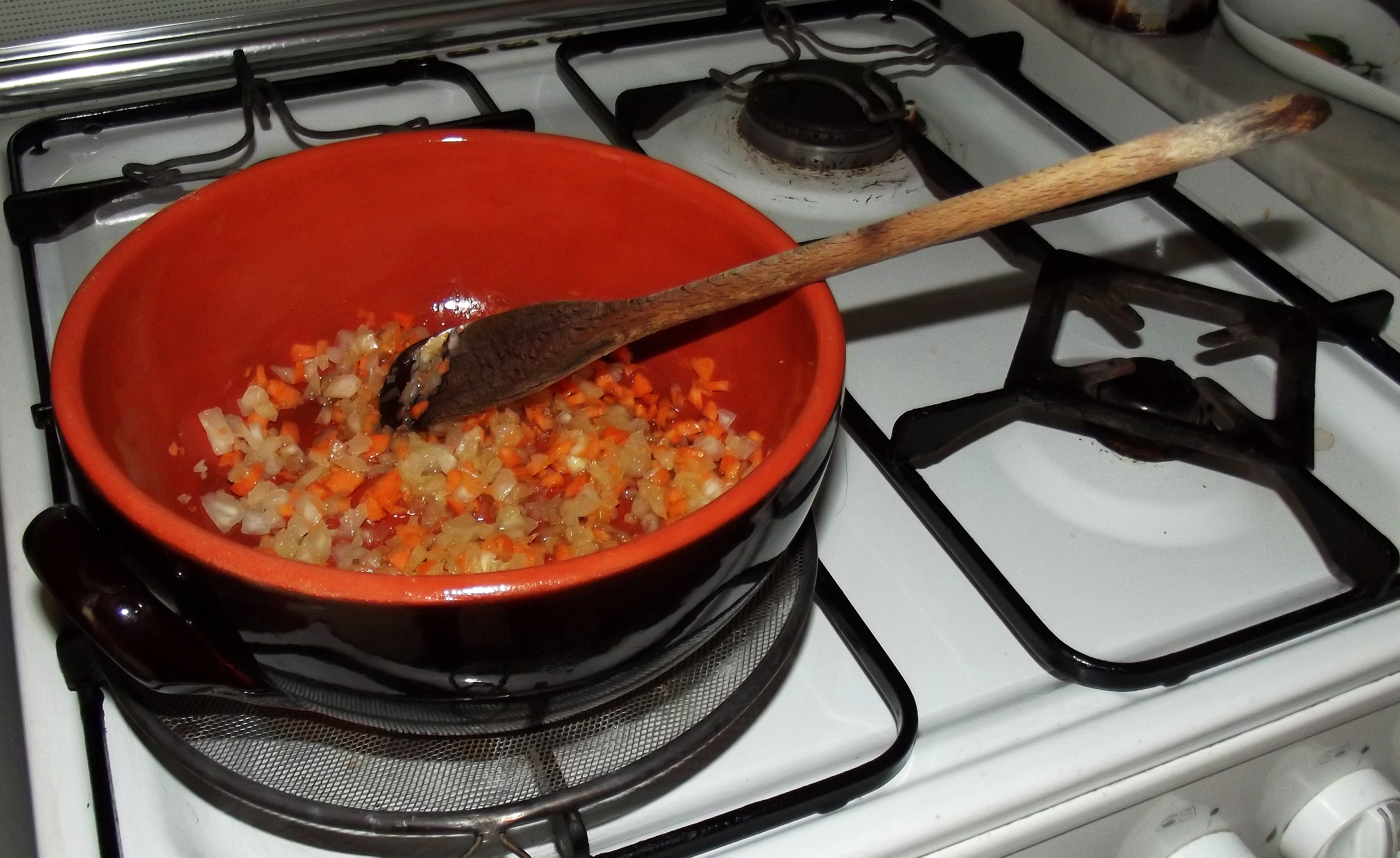
Cottura su fornello a gas con retino frangifiamma

- distribuzione del calore per l'alto spessore del materiale
- riscaldamento lento, ma anche alta inerzia termica, ossia la capacità di mantenere il calore per un certo periodo quando viene tolta dal fuoco
- rischio di rottura per urto
- rischio di rottura per sbalzo eccessivo di temperatura, specie a contatto con fonti dirette di calore. Si presta bene alle cotture prolungate su fonti di calore indirette, come la stufa. Il rischio di rottura in caso di cottura su fornelli a gas può essere ridotto grazie all'uso di appositi retini frangifiamma.